# Xenochroma planimargo
Xenochroma planimargo är en fjärilsart som beskrevs av Louis Beethoven Prout 1912. Xenochroma planimargo ingår i släktet Xenochroma och familjen mätare. Inga underarter finns listade i Catalogue of Life.